# Pragmatische paradox
In de taalfilosofie is een pragmatische paradox een tegenspraak tussen de inhoud van een uitspraak en de pragmatische implicaties daarvan. Een pragmatische paradox is geen taalkundige tegenspraak, maar is onmogelijk in de praktijk uit te voeren doordat hij alleen uitgevoerd kan worden door hem niet uit te voeren.
Voorbeelden: 
- Een bord met de tekst: "Negeer dit bord."
- De mededeling: "Je moet niet naar mij luisteren."
- Het bevel: "Wees spontaan." Variatie: "Wees jezelf."
- Band Zonder Naam (BZN), Zangeres Zonder Naam, Bond zonder Naam.

Iemand die het bovenstaande bord probeert te negeren, trekt zich daardoor iets van het bord aan en kan het onmogelijk nog negeren. Op zich is het uitvoeren van de opdracht niet onmogelijk (het is heel goed mogelijk het bord te negeren), maar juist door te proberen het bord te negeren kan dat niet meer.
De pragmatische paradox wordt ook wel met het Engelse begrip double bind of het Nederlandse dubbele binding aangeduid. De term is door de Amerikaanse antropoloog Gregory Bateson e.a. geïntroduceerd. Een bekend voorbeeld van double bind bij Bateson: moeder koopt voor kind twee T-shirts, kind trekt een van beide T-shirts aan, waarop  moeder zegt: "vind je het andere dan niet mooi?"

## Bron
- Bateson, G., Jackson, D. D., Jay Haley & Weakland, J. (1956). Toward a Theory of Schizophrenia, Behavioral Science, vol.1, 1956, 251-264.